# ایان ربی
ایان یوارت رِبی (انگلیسی: Ian Ewart Raby؛ زادهٔ ۲۲ سپتامبر ۱۹۲۱ در وولیچ، لندن، درگذشتهٔ ۷ نوامبر ۱۹۶۷ در لمبت، لندن) رانندهٔ مسابقات اتومبیل‌رانی فرمول یک اهل بریتانیا بود که از فصل ۱۹۶۳ تا ۱۹۶۵ در مجموع در هفت گراند پری شرکت کرد، اما موفق به کسب هیچ امتیازی نشد.
ربی در ۷ نوامبر ۱۹۶۷ بر اثر شدت جراحات وارده در تصادف رانندگی به‌هنگام مسابقه در لمبت، لندن درگذشت.